# Martin Hendges
Martin Hendges (* 23. Oktober 1963 in Andernach) ist ein deutscher Zahnarzt und Vorsitzender des Vorstandes der Kassenzahnärztlichen Bundesvereinigung (KZBV). Als Spitzenverband der siebzehn Kassenzahnärztlichen Vereinigungen in sechzehn Bundesländern vertritt die KZBV die Interessen von etwa 63.000 Zahnärztinnen und Zahnärzten, die an der vertragszahnärztlichen Versorgung teilnehmen. Vertragszahnärzte und in Praxen angestellte Zahnärzte bilden eine der größten Facharztgruppen. Die Institution ist ein Organ der Selbstverwaltung in der Rechtsform einer Körperschaft des öffentlichen Rechts.

## Leben
Nach dem Studium der Zahnmedizin in den Jahren von 1983 bis 1989 an der Universität zu Köln, nachfolgendem Staatsexamen, Approbation und Ausbildungsassistenz, ließ sich Hendges von 1991 in eigener Praxis in Köln nieder, die er bis 2015 betrieb. In den Jahren von 1998 bis 2004 war Hendges Mitglied des ehrenamtlichen Vorstandes der Kassenzahnärztlichen Vereinigung Nordrhein (KZV Nordrhein). Nach Einführung der Hauptamtlichkeit der Vorstände von Kassenärztlichen und Kassenzahnärztlichen Vereinigungen durch den Gesetzgeber im Jahr 2005 war Martin Hendges von 2011 bis 2017 hauptamtlicher Vorstand der KZV Nordrhein und deren stellvertretender Vorsitzender. Von 2017 bis 2023 war Hendges stellvertretender Vorsitzender des Vorstandes der KZBV. Im März 2023 wurde Martin Hendges von der konstituierenden Vertreterversammlung der KZBV zum Vorsitzenden des Vorstandes der KZBV gewählt.
Martin Hendges ist zudem Mitglied im Plenum des Gemeinsamen Bundesausschusses (G-BA) und Mitglied im Innovationsausschuss. Darüber hinaus ist Martin Hendges Ehrenvorsitzender im Deutschen Zahnärzte Verband (DZV), Mitglied im Freien Verband Deutscher Zahnärzte (FVDZ) und Mitglied der Kammerversammlung der Zahnärztekammer Nordrhein.

## Aufgaben
Die Geschäftsordnung der KZBV verteilt die Ressorts auf die drei Vorstandsmitglieder. Martin Hendges verantwortet die Aufgabenbereiche Politik, Vertrag, Statistik, Forschung und Internationale Arbeit. Zudem ist er für die Task-Force Qualität aus Bundeszahnärztekammer (BZÄK), Deutscher Gesellschaft für Zahn-, Mund- und Kieferheilkunde (DGZMK) und KZBV zuständig. Hendges nimmt für die KZBV außerdem den Sitz im Stiftungsrat des Instituts für Qualität und Wirtschaftlichkeit im Gesundheitswesen (IQWIG) und des Vorstandes des Instituts für Qualitätssicherung und Transparenz im Gesundheitswesen (IQTIG) wahr.